# Істіклол (гора)
Пік Істікло́л (пік Незалежності, Революції) — пік в Язгулемському хребті гірської системи Паміру. Знаходиться на території Гірського Бадахшану, Таджикистан.
Пік має висоту 6940 м. Відкритий в 1928 році і названий пік Революції (Інкілоб). Після здобуття Таджикистаном незалежності, пік був перейменований в 2006 році в пік Незалежності (Істіклол).